# Адальберт Померанський
Адальберт Померанський (пол. Wojciech I; нім. Adalbert von Pommern, Albert von Pommern; *перед 1124 р., Священна Римська імперія — † 3 квітня 1160 р. (чи 1162—1164 р.), Герцогство Померанія) — єпископ католицької церкви, єпископ в Волині, перший єпископ у Померанії, постриженик бенедиктинського абатства Міхельсберґ у Бамберзі та капелан князя Польщі Болеслава III.

## Біографія
Можливо, він був родом з полабських слов'ян, оскільки блискуче володів слов'янською мовою. А прийнявши постриг у чернецтво католицького ордену бенедиктинців у абатстві «Міхельсберґ» (Бамберг) він перекладачем свого єпископа під-час його місії в регіоні.
Після смерті Отто Бамбергського, герцог Померанії Ратібор I і місцева шляхта в 1139 році на соборі обрали кандидатуру Адальберта на кафедру єпископства, засновану Папою Римським Інокентієм II у м. Воліні (у 1176 р. кафедра була перенесена в м. Камінь) з юрисдикцією, що збігається з межами території герцогства. Після свого обрання, Адальберт вирушив до Рима, де 14 жовтня 1140 р. був хіротонізований Інокентієм II і став першим єпископом Померанії. Повернувшись у єпархію, цей новий єпископ продовжив місію серед язичників, проповідуючи, будуючи церкви та виховуючи нових священників.
У 1147 р. єпископ Моравії на ім'я Генріх закликав до хрестового походу проти жителів Балтії, головну мету чого оголосив буцімто як «викорінення язичництва», яке сповідувала частина місцевого населення (див. «Хрестовий похід проти слов'ян»). Хрестоносці вторглися на територію герцогства і осадили міста Димін і Щецин. Адальберт негайно прибув до їхнього табору. Він заявив, що раніше християнська місія серед місцевих язичників ніколи не спиралася на зброю, але виключно на проповідь. Йому вдалося зняти облогу з міста і переконати хрестоносців покинути межі герцогства.
Значною подією стало заснування 3 травня 1153 р. першого монастиря на території Померанії на честь Вартіслава I, за участі його сина князя лютичів Богуслава I та його брата Казимира I. Закладене католицьке абатство було в місті «Столпи»-Штольпе (нім. Stolpe, лат. Stolpe) на березі річки Піни, на місці вбивства Вартіслава I, першого християнського правителя Померанії і брата князя Ратібора I. Адальберт заснував бенедиктинське абатство, в яке закликав ченців з абатства Берг в Магдебурзі. Місіонерську працю цього єпископа підтримували правителі Померанії, племінники Ратцбора I, герцоги Богуслав I й Казимир I.
8 червня 1159 р. Адальберт заснував ще один монастир, абатство «Гробі» на острові Узедом.
Точні дата і місце смерті Адальберта, як і дата і місце його народження, не встановлені. Відомо, що він помер 3 квітня між 1160 і 1164 роками в герцогстві «Померанія».